# Pino Torinese
Pino Torinese er en italiensk by (og kommune) i regionen Piemonte i Italien, med omkring 8.420(2023) indbyggere.  